# 小行星2072
小行星2072（英語：2072 Kosmodemyanskaya）是一颗围绕太阳公转的小行星。1973年8月31日，塔瑪拉·斯米爾諾娃在克里米亚发现了此天体。
該小行星以蘇聯游擊隊員卓娅·科斯莫杰米扬斯卡娅和亞歷山大·科斯莫傑米揚斯基的母親柳博芙·季莫菲耶芙娜·科斯莫傑米揚斯卡婭（Lubov' Timofeevna Kosmodemyanskaya）命名。
这颗小行星的绝对星等为38.18682989626138等。